# Tropidophorus baconi
Espèce
Tropidophorus baconi est une espèce de sauriens de la famille des Scincidae.

## Répartition
Cette espèce est endémique de Sulawesi en Indonésie.

## Étymologie
Cette espèce est nommée en l'honneur de James Patterson Bacon.

## Publication originale
- Hikida, Riyanto & Ota, 2003 : A new water skink of the genus Tropidophorus (Lacertilia: Scincidae) from Sulawesi, Indonesia. Current Herpetology, vol. 22, no 1, p. 29-36 (texte intégral).